# Champions d'Exception
 (mai 2023).
La mise en forme du texte ne suit pas les recommandations de Wikipédia : il faut le « wikifier ».
Les points d'amélioration suivants sont les cas les plus fréquents :
- Les titres sont pré-formatés par le logiciel. Ils ne sont ni en capitales, ni en gras.
- Le texte ne doit pas être écrit en capitales (les noms de famille non plus), ni en gras, ni en italique, ni en « petit »…
- Le gras n'est utilisé que pour surligner le titre de l'article dans l'introduction, une seule fois.
- L'italique est rarement utilisé : mots en langue étrangère, titres d'œuvres, noms de bateaux, etc.
- Les citations ne sont pas en italique mais en corps de texte normal. Elles sont entourées par des guillemets français : « et ».
- Les listes à puces sont à éviter, des paragraphes rédigés étant largement préférés. Les tableaux sont à réserver à la présentation de données structurées (résultats, etc.).
- Les appels de note de bas de page (petits chiffres en exposant, introduits par l'outil «  Source ») sont à placer entre la fin de phrase et le point final[comme ça].
- Les liens internes (vers d'autres articles de Wikipédia) sont à choisir avec parcimonie. Créez des liens vers des articles approfondissant le sujet. Les termes génériques sans rapport avec le sujet sont à éviter, ainsi que les répétitions de liens vers un même terme.
- Les liens externes sont à placer uniquement dans une section « Liens externes », à la fin de l'article. Ces liens sont à choisir avec parcimonie suivant les règles définies. Si un lien sert de source à l'article, son insertion dans le texte est à faire par les notes de bas de page.
- La présentation des références doit suivre les conventions bibliographiques. Il est recommandé d'utiliser les modèles {{Ouvrage}}, {{Chapitre}}, {{Article}}, {{Lien web}} et/ou {{Bibliographie}}. Le mode d'édition visuel peut mettre en forme automatiquement les références.
- Insérer une infobox (cadre d'informations à droite) n'est pas obligatoire pour parachever la mise en page.

Pour une aide détaillée, merci de consulter Aide:Wikification.
Si vous pensez que ces points ont été résolus, vous pouvez retirer ce bandeau et améliorer la mise en forme d'un autre article.
Champions d’Exception est une émission de télévision française consacrée au handisport et au mouvement paralympique. Son premier numéro fut diffusé le 10 mars 2018 sur France 4, à la mi-temps du match de tournoi des VI Nations féminin France-Angleterre.
Le programme a été créé par Fabrice Marinoni et Alice Boivineau.
En mai 2023 le magazine compte 42 épisodes. Il est diffusé sur France Télévisions, TV5 Monde et sur Handisport TV.

## Principe
Premier magazine régulier consacré au handisport et aux parasports, Champions d’Exception a une durée de comprise entre 9 et 13 minutes.
On retrouve la même organisation de l’émission au fil des épisodes :
- un portrait d’athlète
- une découverte de discipline
- un inside avec un athlète ou une équipe lors d’une compétition
- insolites du net (images décalées du handisport)

## Diffusion et replay
L’émission est diffusée en priorité sur France 4, mais aussi sur France 3 et France 2 en fonction de l’actualité sportive des chaînes. Champions d’Exception est en effet affiliée à des évènements sportifs majeurs du groupe France TV afin de maintenir une audience captive de « sportifs ».
Il est également possible de visionner le programme en replay sur France TV sport, TV5 monde ou encore Handisport TV

## Réalisation et Production
L’émission Champions d’Exception est produite par VNProd, avec la participation de l’Agence du Sport, de la Mutuelle Intégrance, et de la Fédération Française Handisport.
Le programme est réalisé par Fabrice Marinoni et Benjamin Bonte. 